# Anne-Catherine de Labriffe
Anne-Catherine de Labriffe, comtesse de Meslay est née vers 1678 et morte à Paris, le 21 février 1701. Elle est notamment connue par le portrait qu'en a fait le peintre Hyacinthe Rigaud.

## Biographie
Fille d'Arnaud II de Labriffe, procureur au parlement et de sa première épouse, Marthe-Agnès Potier de Novion, elle s'unit, le 12 juillet 1690, avec Jean [-Baptiste ?] IV Rouillé (1656 - Meslay, 15 mai 1715), chevalier, seigneur et comte de Meslay, conseiller au Parlement, fils de Jean III Rouillé (1615-1698), comte de Meslay, conseiller au Parlement de Paris, issu d’une branche parallèle aux Rouillé du Coudray et Rouillé de Marbeuf. Le comte de Meslay sera à l'initiation du fameux prix Meslay de l'Académie Royale des Sciences à qui il légua, à sa mort, un fonds de 2 000 livres pour chacun des prix qui serait proposé tous les deux ans et ayant trait à divers sujets touchant la navigation et notamment à la longitude.

## Le portrait de Hyacinthe Rigaud
Le portrait d'Anne-Catherine de Labriffe de Meslay a été peint en 1698 par Hyacinthe Rigaud contre 140 livres ; somme relativement modeste pour l'époque qui semble supposer une posture copiée d'après un modèle antérieur. 
De nombreuses copies en furent réalisées par la suite, pour la diffusion familiale de rigueur.
Notons ainsi que la belle-mère de Madame de Meslay, Marie de Coomans d’Astry, passera ainsi chez Rigaud en 1696 pour sa propre effigie, avant d’être le commanditaire de la copie du portrait de Mlle de La Briffe notée en 1701.